# Lynn Collins
Viola Lynn Collins, född 16 maj 1977 i Houston i Texas, är en amerikansk skådespelare.
Collins är sedan 2008 gift med Steven Strait. Hon hade en framträdande roll i X-Men Origins: Wolverine.

## Filmografi (urval)
- 2002 – Haunted (TV-serie) (åtta avsnitt)
- 2003 – Down with Love
- 2004 – 50 First Dates
- 2004 – 13 snart 30
- 2004 – Köpmannen i Venedig
- 2006 – Return to Rajapur
- 2006 – Bug
- 2006 – Huset vid sjön
- 2006 – The Dog Problem
- 2007 – The Number 23
- 2007 – Numb
- 2007 – Nothing Is Private
- 2008 – Eavesdrop
- 2008 – Life in Flight
- 2008 – True Blood (TV-serie) (fem avsnitt)
- 2009 – City Island
- 2009 – X-Men Origins: Wolverine
- 2009 – Blood Creek
- 2009 – Uncertainty
- 2011 – Angels Crest
- 2011 – 10 Years
- 2012 – John Carter
- 2012 – Unconditional
- 2014 – The Man on Carrion Road
- 2014 – Lost in the Sun
- 2015 – A Mother Betrayed